# Merops revoilii
Merops revoilii là một loài chim trong họ Meropidae.